# Pyrellina marsya
Pyrellina marsya är en tvåvingeart som först beskrevs av Walker 1849.  Pyrellina marsya ingår i släktet Pyrellina och familjen husflugor. Inga underarter finns listade i Catalogue of Life.